# 台灣日治時期高等教育機關
臺灣日治時期高等教育機關是日本以馬關條約從清朝手中得到臺灣以後，一直到第二次世界大戰（後文以“二戰”稱呼）結束日本投降為止（也就是臺灣日治時期期間），在臺灣所設置的高等教育機構；以下為所有臺灣日治時期高等教育機構一覽表，並將二戰結束後，由中華民國政府接收校舍後的改制名稱也一併列出，以方便查核對照。

## 國語學校

### 二戰前
- 1896年6月1日：臺灣總督府國語學校創立。
- 1918年：降級為臺灣總督府臺北師範學校。
- 1927年：分設臺北第一師範學校、臺北第二師範學校。
- 1943年：兩校重新合併，第一師範改稱南門校區、第二師範改稱芳蘭校區。

### 二戰後
- 1945年：兩校區各自獨立，南門校區改為臺灣省立臺北女子師範學校、芳蘭校區改為臺灣省立臺北師範學校。
- 1964年：升格為臺灣省立臺北女子師範專科學校。
- 1967年：隨臺北市改為直轄市，改隸為臺北市立女子師範專科學校。
- 1979年：改名臺北市立師範專科學校。
- 1987年：升格臺北市立師範學院。
- 2005年8月1日：升格為臺北市立教育大學。
- 2013年：與臺北市立體育學院合併，改為臺北市立大學博愛校區。

## 醫學專門學校

### 二戰前
- 1899年3月31日：臺灣總督府醫學校成立。
- 1918年4月2日：臺灣總督府醫學校專門部成立。
- 1919年4月30日：改名為臺灣總督府醫學專門學校。
- 1922年4月25日：專門部及醫學專門學校合併。
- 1927年5月13日：改名為臺北醫學專門學校。
- 1936年3月31日：移交給臺北帝國大學，並更名為臺北帝國大學附屬醫學專門部。臺北帝大另設有醫學部。

### 二戰後
- 1945年：臺北帝國大學被中華民國政府接收後附屬醫學專門部一度停辦，1946年3月以臺灣大學醫學專修科之名義復辦。
- 1950年：臺灣大學醫學專修科停辦。

## 農林專門學校

### 二戰前
- 1919年4月19日：臺灣總督府農林專門學校成立，設立農業科、林業科。
- 1922年4月1日：改名為臺灣總督府高等農林學校。
- 1927年5月13日：改名為臺灣總督府臺北高等農林學校。
- 1928年4月1日：併入臺北帝國大學，更名為臺北帝國大學附屬農林專門部。
- 1939年：設立農藝化學科。
- 1943年4月1日：脫離臺北帝國大學，更名為臺灣總督府臺中高等農林學校
- 1943年10月1日：正式遷往臺中設校。
- 1944年4月1日：改名為臺灣總督府臺中農林專門學校。

### 二戰後
- 1945年12月1日：中華民國政府接收後改制為臺灣省立臺中農業專科學校。
- 1946年9月1日：改制為臺灣省立農學院。
- 1961年：改制為臺灣省立中興大學。
- 1971年：升格為國立中興大學。

## 商業專門學校

### 二戰前
- 1919年4月：臺灣總督府高等商業學校（供日本人就讀）和臺灣總督府商業專門學校成立（供臺灣人就讀，原址後為臺南市中西區永福國民小學）。
- 1926年8月：臺灣總督府商業專門學校改名為臺南高等商業學校，臺灣總督府高等商業學校改名為臺北高等商業學校。
- 1929年3月：臺南高等商業學校移交給臺北高等商業學校，並更名臺北為臺南高等商業學校分校。
- 1930年3月：臺北高等商業學校臺南分校廢校。
- 1944年：臺北高等商業學校更名為臺北經濟專門學校。

### 二戰後
- 1945年：中華民國政府接收校舍。
- 1946年9月：改制為法商學院。
- 1947年1月7日：移交給臺灣大學法學院，改為臺大法學院的商學系。
- 1987年：脫離臺大法學院，獨立為臺灣大學管理學院。

## 舊制高等學校

### 二戰前
- 1922年4月1日：臺北高等學校成立，設立尋常科。
- 1925年：設立高等科，包括文科及理科。
- 1927年5月13日：改名為臺灣總督府臺北高等學校。

### 二戰後
- 1945年：中華民國政府接收後改制為臺灣省立臺北高級中學。
- 1946年6月5日：於臺灣省立臺北高級中學校舍創辦臺灣省立師範學院。
- 1949年：臺灣省立臺北高級中學奉令停辦，停止招生。
- 1952年：臺灣省立臺北高級中學最後一屆學生畢業，學校正式結束。
- 1955年：改制為臺灣省立師範大學。
- 1967年：升格為國立臺灣師範大學。

## 臺北帝國大學

### 二戰前
- 1928年3月16日：臺北帝國大學成立，設立文政學部、理農學部。
- 1936年1月1日：設立醫學部。
- 1943年1月1日：理農學部分設理學部與農學部。
- 1943年4月1日：設立工學部。

### 二戰後
- 1945年11月15日：中華民國政府接收後改制為國立臺灣大學；“學部”改成“學院”，文政學部分設文學院與法學院。

## 工業專門學校

### 二戰前
- 1931年1月15日：「臺南高等工業學校」成立，設立機械工學科、電氣工學科、應用化學科，為臺灣第一所高等工業學校。
- 1940年3月30日：「臺南高等工業學校」設立電氣化學科。
- 1944年4月1日：「臺南高等工業學校」改名為「臺南工業專門學校」，設立土木科、建築科。

### 二戰後
- 1945年：中華民國政府接收後，於1946年3月改制為臺灣省立工業專科學校。
- 1946年10月15日：改制為臺灣省立工學院。
- 1956年：改制為臺灣省立成功大學。
- 1971年：昇格為國立成功大學。

## 私立臺北女子高等學院
- 1931年：昭和6年4月：私立臺北女子高等學院設立。
- 1944年：閉校。校舍由新設之私立臺北女子專門學校使用。[1][2]

## 私立臺北女子專門學校

### 二戰前
- 1944年：昭和19年：私立臺北女子專門學校設立，分文理兩科，文科學生四十二人，理科學生三十八人（台籍約3分之1，其餘為日籍），校歷僅兩年，為潮流之所趨，對女學女權之倡導，不遺餘力。

### 二戰後
- 1946年：私立臺北女子專門學校解散。原校址所在地後來成立了今日的臺北市國語實驗小學。

## 內部連結
- 臺灣日治時期師範教育機構